# Javier Negre
Pour les articles homonymes, voir Nègre (homonymie).
Javier Negre, né en 1984 ou 1985, est un journaliste espagnol, fondateur du média en ligne controversé Estado de Alarma (EDATV).
Après des débuts à Onda Cero, il travaille pour le journal El Mundo de 2010 à 2020, dont il est licencié en raison d'un conflit d'intérêts. Son média EDATV, créé en 2020, est connu pour ses positions critiques envers le gouvernement espagnol, sa publication de désinformation et ses liens avec le parti Vox. Depuis 2024, Negre étend ses activités en Amérique latine, notamment en Argentine où il soutient les politiques de Javier Milei et est actionnaire du média pro-Milei La Derecha Diario.
Il est condamné en 2019 pour atteinte à la vie privée, à l'honneur et au droit à l'image.

## Biographie

### Jeunesse et début de carrière
Javier Negre naît en 1984 ou en 1985. Titulaire d'une licence en journalisme et de deux masters, il commence sa carrière professionnelle à la radio Onda Cero de Marbella et comme assistant de communication à la représentation espagnole de la Commission européenne à Madrid. Il travaille ensuite dans les relations presse pour un club de jazz, puis passe un an au sein du cabinet de conseil Llorente y Cuenca (es). Il collabore également à des émissions matinales à la télévision.

### Carrière àEl Mundo
Javier Negre rejoint El Mundo en 2010. En 2016, Javier Negre publie dans El Mundo un portrait d'un conseiller municipal de Jaén dans lequel Negre évoque une agression présumée contre la propriétaire d'une glacerie d'Úbeda en 2002. Après la publication de cet article, Negre est victime d'une campagne de harcèlement sur les réseaux sociaux. L'Asociación de la Prensa de Madrid (es) lui accorde son soutien,.
En décembre 2019, El Mundo ouvre une commission d'enquête interne concernant Javier Negre. Cette investigation, rare dans les médias espagnols, fait suite à une controverse liée à une fausse entrevue publiée en février 2016 avec une ex-compagne du meurtrier Sergio Morate. Une décision de justice avait établi que cette interview n'avait jamais eu lieu. Le rapport d'enquête affirme finalement que l'entretien avait bien eu lieu. Après une absence de deux mois qu'il justifie par la maladie de sa mère, Negre reprend ses fonctions au sein du journal sans sanction disciplinaire en janvier 2020. Il est licencié d'El Mundo la même année pour conflit d'intérêts entre son travail journalistique et ses activités sur sa nouvelle chaîne YouTube,.

### Création d'Estado de Alarma

Logotype d'EDATV.

En mars 2020, il fonde le média en ligne Estado de Alarma,, constitué d'un site Internet, d'une chaîne YouTube et d'une station de radio. Le média gagne en popularité durant la pandémie de Covid-19 en critiquant la gestion de la pandémie par le gouvernement. EDATV sert de plateforme aux membres du parti Vox et est suspendu de YouTube à 15 reprises pour harcèlement. Il diffuse fréquemment de la désinformation.
Son média bénéficie entre 2020 et 2021 de subventions de plus d'une dizaine de milliers d'euros de la part de municipalités dirigées par le Parti populaire et d'investissements de personnalités du monde des affaires comme Marcos de Quinto (es). Entre 2021 et 2025, EDATV reçoit plus de 400 000 euros de subventions de la part des institutions contrôlées par le Parti populaire. En 2024, en raison de projets gouvernementaux visant à encadrer le financement des médias, Negre lance une campagne de collecte de fonds auprès de son public pour maintenir ses activités.
Parmi les collaborateurs proches de Javier Negre figure Vito Quiles, un journaliste sympathisant de Se Acabó La Fiesta que la presse espagnole présente comme son disciple.

### Activités en Amérique latine
En juillet 2024, il effectue une visite en Argentine lors de laquelle il interviewe le porte-parole du gouvernement Manuel Adorni (es) et apparaît sur plusieurs chaînes de télévision pour défendre les politiques de Javier Milei,. Il devient actionnaire à 50% du média argentin pro-Milei La Derecha Diario, qu'il acquiert auprès de Fernando Cerimedo, coordinateur des réseaux sociaux de la campagne de Milei,, qui détient l'autre moitié des actions du média. Negre entame une tournée en Argentine afin de promouvoir le média. 
En octobre 2024, il fait irruption dans la campagne électorale uruguayenne en interpellant le candidat de gauche Yamandú Orsi sur ses supposés liens avec l'ex-présidente argentine Cristina Fernández de Kirchner.
En décembre 2024, il participe à la Conférence d'action politique conservatrice argentine.
La Derecha Diario s'implante au Mexique en 2025, annonçant sur le réseau social X son intention de « faire pleurer quotidiennement la gauchiste Claudia Sheinbaum ». Negre souhaite également implanter son modèle médiatique en Équateur, en Bolivie et en Uruguay.

## Affaires judiciaires

### Condamnation pour atteinte à la vie privée, à l'honneur et au droit à l'image
En novembre 2019, Javier Negre et El Mundo sont condamnés à verser 30 000 euros à une femme victime de menaces et de séquestration de la part du meurtrier Sergio Morate. Le condamnation porte sur des faits d'atteinte à la vie privée, à l'honneur et au droit à l'image.
Selon le jugement, Negre s'est présenté sans autorisation au domicile des parents de la femme, puis, face à son refus, a exercé des pressions sur elle pour obtenir une entrevue, allant jusqu'à la menacer d'utiliser une photo d'elle en sa possession, et a publié un reportage mentionnant une interview qui n'a jamais eu lieu. Le tribunal estime également que le journaliste avait publié une photo permettant d'identifier la victime et avait diffusé des informations inexactes, notamment dans le titre de l'article qui affirmait faussement que la femme avait été torturée.

### Plainte pour injures et menaces à l'encontre des forces de l'ordre
En 2023, Javier Negre fait l'objet d'une plainte déposée auprès du Procureur général de l'État par le ministre de l'Intérieur Fernando Grande-Marlaska pour injures et de menaces à l'encontre des forces de l'ordre. La plainte concerne des publications sur le réseau social X dans lesquelles Negre identifie et diffuse des images d'agents de police intervenant lors des manifestations contre la loi d'amnistie (es), en appelant à leur identification publique et en dénonçant des abus lors des interventions policières,.

## Controverse
En 2022, plusieurs anciens employés d'EDATV dénoncent auprès de Público des conditions de travail précaires et des comportements abusifs, notamment des journées de travail allant jusqu'à 15 heures pour des rémunérations très faibles.